# Uwe Prenzel
Uwe Prenzel, né le 15 juin 1966 à Sebnitz, est un coureur allemand du combiné nordique. Il a commencé sa carrière sportive sous les couleurs de la République démocratique allemande.

## Biographie
Il est le frère du combiné Thomas Prenzel.
Il fait ses débuts internationaux aux Championnats du monde 1987, où il court l'épreuve par équipes.
Aux Jeux olympiques de Calgary 1988, il est quatrième en individuel et cinquième par équipes. Dans la Coupe du monde, il réalise aussi sa meilleure saison en 1987-1988, se classant septième au général, grâce notamment à une troisième place à Oslo, le 18 mars.
Il court ses dernières compétitions internationales en 1992.

## Palmarès

### Jeux olympiques
| Épreuve / Édition | Calgary 1988 |
| Individuel        | 4e           |
| Par équipes       | 5e           |

### Coupe du monde
- Meilleur classement général : 7e en 1988.
- Meilleur résultat : une troisième place.

### Coupe du monde B
- Deux victoires ( Klingenthal, le 15 février 1992 et  Schwarzach, le 29 février 1992)
- Une troisième place ( Andelsbuch, le 9 février 1992)